# Episodi di The Lone Gunmen
L'unica stagione della serie televisiva The Lone Gunmen, composta da 13 episodi, è stata trasmessa negli Stati Uniti dall'emittente Fox dal 4 marzo al 1º giugno 2001.
In Italia è inedita.
| nº | Titolo originale               | Titolo italiano | Prima TV USA   | Prima TV Italia |
| -- | ------------------------------ | --------------- | -------------- | --------------- |
| 1  | Pilot                          |                 | 4 marzo 2001   |                 |
| 2  | Bond, Jimmy Bond               |                 | 11 marzo 2001  |                 |
| 3  | Eine Kleine Frohike            |                 | 16 marzo 2001  |                 |
| 4  | Like Water for Octane          |                 | 18 marzo 2001  |                 |
| 5  | Three Men and a Smoking Diaper |                 | 23 marzo 2001  |                 |
| 6  | Madam, I'm Adam                |                 | 30 marzo 2001  |                 |
| 7  | Planet of the Frohikes         |                 | 6 aprile 2001  |                 |
| 8  | Maximum Byers                  |                 | 13 aprile 2001 |                 |
| 9  | Diagnosis: Jimmy               |                 | 20 aprile 2001 |                 |
| 10 | Tango de los Pistoleros        |                 | 27 aprile 2001 |                 |
| 11 | The Lying Game                 |                 | 4 maggio 2001  |                 |
| 12 | The Cap'n Toby Show            |                 | 1º giugno 2001 |                 |
| 13 | All About Yves                 |                 | 11 maggio 2001 |                 |